# Lanzen-Atlantikstachelratte

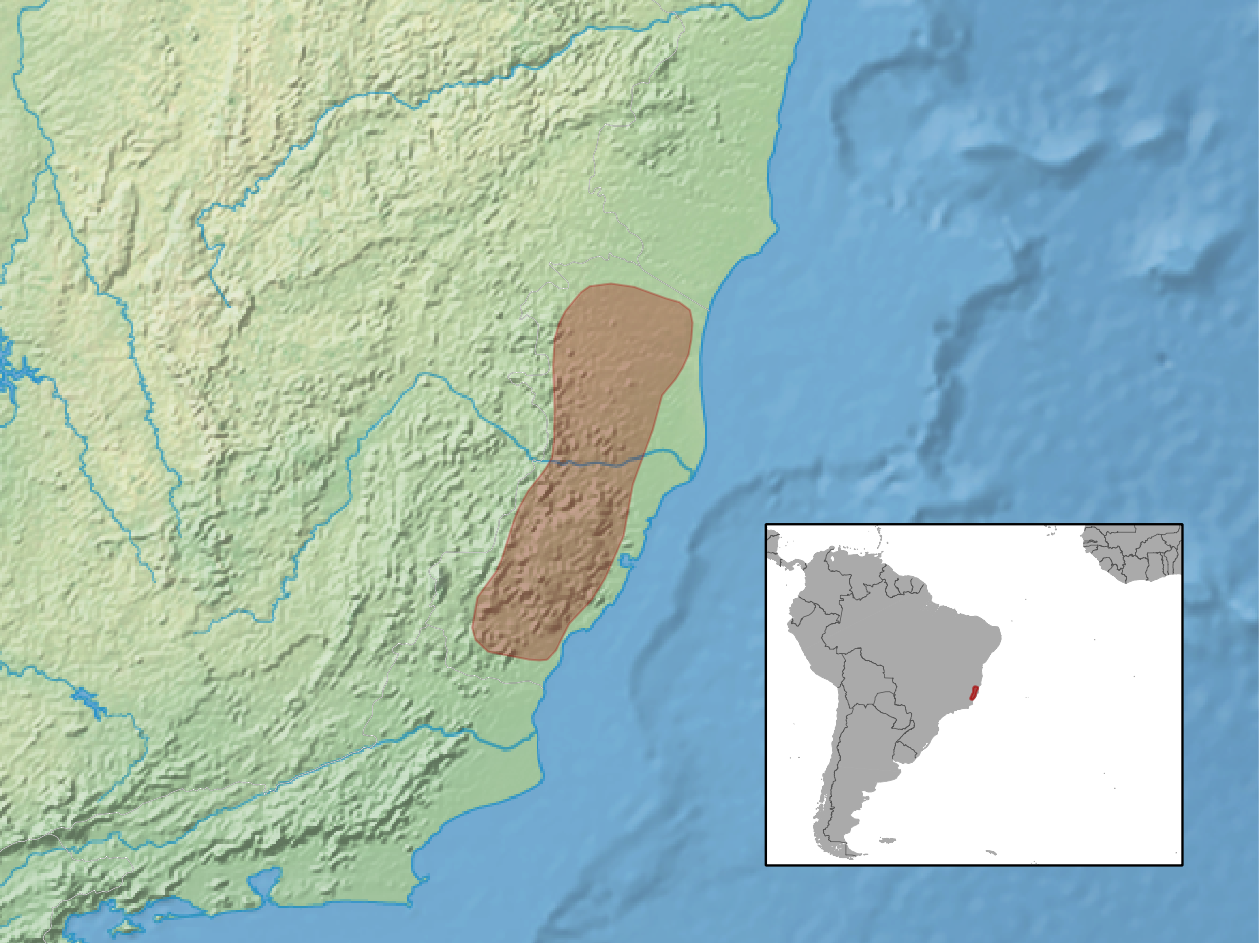
Verbreitungsgebiet der Lanzen-Atlantikstachelratte

Die Lanzen-Atlantikstachelratte (Trinomys paratus) ist ein im östlichen Brasilien verbreitetes Nagetier in der Familie der Stachelratten. Die Population galt bis zum Jahr 2000 als Unterart der Ihering-Atlantikstachelratte (Trinomys iheringi).

## Merkmale
Diese große Atlantikstachelratte ist ohne Schwanz 187 bis 246 mm lang, die Schwanzlänge liegt bei 171 bis 235 mm und das Gewicht variiert zwischen 195 und 350 g. Die Art hat 25 bis 54 mm lange Hinterfüße und 18 bis 33 mm lange Ohren. In das Fell der Oberseite sind Stacheln eingemischt, die 24 mm Länge sind und einen Durchmesser von etwa 1,6 mm haben. Die Stacheln sind an der Basis hellbraun bis weiß und an den Spitzen dunkler bis schwarz. Weiche Haare des oberseitigen Fells sind zimtfarben bis schwarzbraun, wobei die Flanken deutlich heller erscheinen. Es ist eine deutliche Grenze zur weißen Unterseite vorhanden. Der Schwanz ist ebenfalls in eine dunkle Oberseite und eine helle Unterseite aufgeteilt. An der Schwanzspitze befindet sich eine Quaste mit längeren Haaren. Typisch für den Kopf ist ein robuster Schädel. Bei Männchen ist ein durchschnittlich 9,8 mm langer Penisknochen vorhanden.

## Verbreitung und Lebensweise
Das Verbreitungsgebiet liegt im Süden des brasilianischen Bundesstaates Espirito Santo und im Osten von Minas Gerais. Dieses Nagetier bewohnt die Ökoregion Mata Atlântica mit feuchten ursprünglichen Wäldern, Sekundärwäldern und Palmenvegetation in Küstennähe. Die Lanzen-Atlantikstachelratte lebt im Flach- und Hügelland bis 400 Meter Höhe. Weitere Angaben zum Verhalten liegen nicht vor.

## Gefährdung
Der Bestand ist durch Umwandlung der Wälder in Acker- und Weideflächen bedroht. Informationen zu nötigen Lebensbedingungen und zur Populationsgröße fehlen. Die IUCN listet die Art mit ungenügende Datenlage (data deficient).